# Dr. Web
Dr. Web este o suită de software anti-malware, precum și numele companiei rusești care îl produce. Lansat în 1992, Dr. Web a fost primul serviciu anti-virus din Rusia.
Software-ul de asemenea mai oferă soluții anti-spam și este utilizat de către Yandex, pentru a scana fișierele atașate la e-mailuri, și de asemenea are un add-on pentru Firefox care verifică legăturile web prin versiunea online a Dr. Web. Dr. Web a descoperit Trojan BackDoor.Flashback care a afectat peste 600.000 de Mac-uri.
Download.com a notat utilitara Dr. Web CureIt cu 4,5 din 5 în 2010, punctul slab al programului fiind viteza de scanare.

## Anti-virus
Software-ul anti-virus Doctor Web include componente anti-rootkit, anti-spyware, scut, și SpIDer-Mail, și dispune de o interfață grafică cu iconiță în bara de stare.
Dr. Web are și scannere consolă disponibile pentru MS-DOS, OS/2 și Windows. Toate produsele Dr. Web utilizează același modul de căutare și aceeași bază de date de viruși, care este actualizată o dată la câteva ore. Scannerele Dr. Web pot fi instalate pe calculatoare infectate sau pot fi rulate fără instalare, întrucât ele nu utilizează regiștrii de sistem Windows. Bara de progres a procesului de scanare este afișată în prim-plan de program în mod implicit.

## Vezi și
- Listă de companii dezvoltatoare de produse software antivirus comerciale